# Stofluizen
De stofluizen, schorsluizen of houtluizen (Psocoptera) vormen een orde van insecten. Ze zijn niet verwant aan andere 'luizen' zoals de bijtende luizen (of vachtluizen), zuigende luizen (schaamluis, hoofdluis en de gevreesde kleerluis) en de bekende bladluizen. Psocoptera is een oude en primitieve orde die stamt uit het Perm, zo'n 295 tot 248 miljoen jaar geleden.

## Uiterlijke kenmerken
Stofluizen komen in ongeveer 5.500 soorten voor en zijn in te delen in 41 families en drie onderklassen. Ze kunnen een aantal millimeter lang worden. De grootste soort, Thyrsophorus metallicus, wordt zelfs een centimeter lang. Ze zijn grijs, geel, wit of bruin van kleur. De meeste soorten hebben een typisch luisachtig uiterlijk; een grote, brede kop, een vrij breed gesegmenteerd ('geribbeld') achterlijf, duidelijk zichtbare voelsprieten en kleine pootjes. De massieve en wendbare kop wordt gebruikt door deze tegen de ondergrond te tikken en zo met soortgenoten te 'communiceren'. Enkele soorten hebben vleugels en deze zijn wereldwijd verspreid.

## Leefomgeving
Stofluizen leven in vochtige omgevingen. In de natuur komen ze onder andere voor onder boomschors, op bladeren en in boomstammen, wijngaarden, stallen, onderkomens van zoogdieren en vogelnesten. Ze worden ook vaak aangetroffen in opslagruimten. Binnenshuis komen ze voor in matrassen, rieten meubelen, boeken en afgewerkte spaanplaten. 
Als de stofluis voorkomt in een woning is dit een teken dat het er vochtig is en waarschijnlijk niet goed geventileerd. Meestal komen stofluizen in zo’n klein aantal voor dat ze weinig schade kunnen aanrichten. Ontdekking is dan ook geen reden voor paniek.

## Voeding
De stofluis heeft een asymmetrische mandibel. Hiermee kan ze voedsel zowel kauwen als opzuigen. Ze voeden zich met schimmels, stuifmeel, algen, graanproducten, vlees, groente, dode insecten, stijfsel, korstmossen en alle andere mogelijke organische stoffen. Ook dood dierlijk materiaal, zoals een kadaver of een opgezet dier, kunnen dienen als een voedingsbron.

## Levensloop
Volwassen stofluizen leven van een paar weken tot maximaal ruim een jaar bij verschillende Liposcelis - soorten. Het proces tot volwassenwording kan zich binnen een maand voltrekken. Als de omstandigheden echter minder gunstig zijn kan dit ook langer duren. De stofluizen kunnen zich snel vermenigvuldigen. Eén vrouwtje kan in haar korte leven zo’n 100 eitjes afzetten. Hierdoor kan een groepje al snel tot een lokale plaag leiden.

## Bestrijding
Stofluizen laten zich gemakkelijk bestrijden. Ofwel door de voorwerpen waarop ze leven op te ruimen of door de ruimte droog te stoken of te ventileren wanneer het buiten warm en droog is.